# Rodger River
Der Rodger River ist ein rund 60 Kilometer langer Fluss im östlichen Gippsland im australischen Bundesstaat Victoria.

## Verlauf
Er entspringt am Südhang des Monkey Top im Osten des Snowy-River-Nationalparks. Von dort fließt der Rodger River nach Westen durch vollkommen unbesiedeltes Gebiet bis etwa fünf Kilometer östlich des Snowy River. Dort wendet sich der Fluss nach Süden – parallel zum Snowy River – bis zur Mündung des Yalmy River, seines größten Nebenflusses. Ab hier mäandriert er nach Westen und mündet nach wenigen Kilometern bei der Siedlung Jackson Crossing in den Snowy River.